# Die Büchse der Pandora
Die Büchse der Pandora («la caja de Pandora» en alemán) es una obra de teatro trágica escrita por el escritor alemán Frank Wedekind en 1903.
Junto a su otra obra titulada Erdgeist (El espíritu de la tierra) ha inspirado la película Die Büchse der Pandora, dirigida en 1929 por Georg Wilhelm Pabst, así como la ópera Lulu, compuesta por Alban Berg y estrenada en 1937.